# Кондеєшть (Горж)
Кондеєшть, Кондеєшті (рум. Condeiești) — село у повіті Горж в Румунії. Входить до складу комуни Негомір.
Село розташоване на відстані 227 км на захід від Бухареста, 31 км на південь від Тиргу-Жіу, 64 км на північний захід від Крайови.

## Населення
За даними перепису населення 2002 року у селі проживали 408 осіб, усі — румуни. Усі жителі села рідною мовою назвали румунську.